# Zimiromus muchmorei
Zimiromus muchmorei Platnick & Shadab, 1976 è un ragno appartenente alla famiglia Gnaphosidae.

## Etimologia
Il nome della specie è in onore dell'entomologo William Muchmore che raccolse i primi esemplari di questa specie il 22 luglio 1975.

## Caratteristiche
L'olotipo maschile rinvenuto ha lunghezza totale è di 3,36mm; la lunghezza del cefalotorace è di 1,48mm; e la larghezza è di 1,14mm.

## Distribuzione
La specie è stata reperita nelle Isole Vergini Americane: l'olotipo maschile è stato rinvenuto sull'isola di Saint John, la terza in ordine di grandezza dell'arcipelago.

## Tassonomia
Al 2016 non sono note sottospecie e dal 1976 non sono stati esaminati nuovi esemplari.